# کلاین فلدهوفر گروت
کلاین فلدهوفر گروت (انگلیسی: Kleine Feldhofer Grotte) یک غار کارست سنگ آهک و یک محوطه دیرین‌مردم‌شناسی در نئاندرتال (دره) در غرب آلمان بود. در اوت ۱۸۵۶، نمونه نوع نئاندرتال از غار کشف شد. معدنچیان یک فرق سر و تعدادی استخوان اسکلتی را کشف کردند که باید نئاندرتال برچسب گذاری شوند. استخوان‌ها به حداقل سه فرد متمایز تعلق دارند.